# Allonotus politus
Allonotus politus är en stekelart som först beskrevs av Joseph Augustine Cushman 1922.  Allonotus politus ingår i släktet Allonotus och familjen brokparasitsteklar. Utöver nominatformen finns också underarten A. p. sauteri.